# The Coward Hater
The Coward Hater è un cortometraggio muto del 1914 diretto da Phillips Smalley e Lois Weber. I due, insieme a Rupert Julian, Ella Hall, Theo Carew e Fred L. Wilson sono anche interpreti del film la cui sceneggiatura è firmata dalla Weber.

## Trama
Eccentrico milionario, Harvey Martin odia le donne: primo, perché - secondo lui - sono vigliacche: secondo, perché tutte le sue fidanzate gli sono state addosso solo per i suoi soldi. Jane, povera maestrina, è una ragazza orgogliosa. Quando va a trovare la sorella, maritata e ricca, questa le propone di attirare nelle loro reti il milionario. Martin ci cade quando viene informato dalla sorella che Jane è una ragazza assolutamente senza paura. Per metterla alla prova, Martin le porta topi, serpenti e cani feroci ma Jane non perde mai la calma e, fingendo di essere impavida, non mostra mai alcun segno di paura. Alla fine, Martin ricorre alla prova suprema: sfida Jane a esplorare il cimitero nel cuore della notte. Lei accetta anche quella sfida ma la prova è troppo stressante e, come risultato del test, la giovane si ammala. Nonostante tutto, ringrazia Martin perché l'ha aiutata a superare tutte le sue paure, anche quella della povertà della sua condizione. Martin, però, ha avuto anche lui un insegnamento: comprende che colui (o colei) che riesce a superare le proprie paure è superiore a colui che è nato impavido: forte di questa lezione, chiede a Jane di diventare sua moglie. Il risultato è che lei non torna più a insegnare.

## Produzione
Il film fu prodotto dalla Rex Motion Picture Company.

## Distribuzione
Distribuito dalla Universal Film Manufacturing Company, il film - un cortometraggio in una bobina - uscì nelle sale cinematografiche statunitensi l'8 febbraio 1914.